# Championnat d'Albanie de football 2024-2025
Navigation
Édition précédente Édition suivante
La saison 2024-2025 de Kategoria Superiore (ou Super Ligue Albanaise) est la 86e édition du championnat d'Albanie de football et la 25e saison sous son nom actuel. Les dix meilleurs clubs du pays sont regroupés au sein d'une poule unique où ils affrontent quatre fois leurs adversaires pour un total de 36 matchs.
En fin de saison, les deux derniers du classement sont relégués et remplacés par les deux meilleurs clubs de Kategoria e parë, la deuxième division albanaise. Le huitième dispute un barrage contre les vainqueurs des play-offs de deuxième division pour tenter de se maintenir. Les quatre premiers de la phase de championnat s'affrontent dans un final four avec une finale et un match pour la 3ème place pour s'adjuger de leur position finale.
Le KF Egnatia conserve son titre à l'issue de la saison.

## Participants
| Equipe                | Classement 2023-2024 | Stade                 | Capacité |
| --------------------- | -------------------- | --------------------- | -------- |
| KF Egnatia Rrogozhinë | 1er                  | Arena Egnatia         | 4 000    |
| FK Partizani Tirana   | 2e                   | Arena e Demave        | 4 500    |
| KF Vllaznia Shkodër   | 3e                   | Stade Loro-Boriçi     | 16 000   |
| KF Skënderbeu Korçë   | 4e                   | Stade Skënderbeu      | 12 343   |
| KF Tirana             | 5e                   | Stade Selman-Stërmasi | 12 500   |
| KF Teuta Durrës       | 6e                   | Stade Niko Dovana     | 12 040   |
| FC Dinamo City        | 7e                   | Elbasan Arena         | 12 800   |
| KF Laç                | 8e                   | Stadiumi Laçi         | 8 000    |
| AF Elbasani           | 1er (D2)             | Elbasan Arena         | 12 800   |
| KS Bylis Ballsh       | 2e (D2)              | Adush Muça Stadium    | 5 200    |

| \| Egnatia Elbasani Laç Partizani Bylis Teuta KF Tirana Shkodër Skënderbeu Dinamo City \| Localisation des clubs engagés dans le championnat. |
| Egnatia Elbasani Laç Partizani Bylis Teuta KF Tirana Shkodër Skënderbeu Dinamo City                                                           |

| Egnatia Elbasani Laç Partizani Bylis Teuta KF Tirana Shkodër Skënderbeu Dinamo City |

## Championnat

### Classement
Le classement est établi sur le barème de points classique (victoire à 3 points, match nul à 1, défaite à 0).
Pour départager les égalités, les critères sont, dans l'ordre :
1. points en confrontations directes
2. différence de but en confrontations directes
3. nombre de buts marqués en confrontations directes
4. différence de buts générale
5. nombre de buts marqués

Enfin si la qualification ou la relégation est en jeu, les deux équipes jouent une rencontre d'appui sur terrain neutre.
| Rang | Équipe                  | Pts | J  | G  | N  | P  | Bp | Bc | Diff |
| ---- | ----------------------- | --- | -- | -- | -- | -- | -- | -- | ---- |
| 1    | KF Egnatia Rrogozhinë T | 59  | 36 | 16 | 11 | 9  | 47 | 30 | +17  |
| 2    | KF Vllaznia Shkodër     | 57  | 36 | 15 | 12 | 9  | 54 | 39 | +15  |
| 3    | FC Dinamo City C        | 55  | 36 | 14 | 13 | 9  | 49 | 41 | +8   |
| 4    | FK Partizani Tirana     | 53  | 36 | 13 | 14 | 9  | 38 | 33 | +5   |
| 5    | AF Elbasani P           | 50  | 36 | 11 | 17 | 8  | 40 | 38 | +2   |
| 6    | KF Teuta Durrës         | 44  | 36 | 10 | 14 | 12 | 29 | 42 | -13  |
| 7    | KS Bylis Ballsh P       | 42  | 36 | 11 | 9  | 16 | 33 | 50 | -17  |
| 8    | KF Tirana               | 39  | 36 | 7  | 18 | 11 | 43 | 44 | -1   |
| 9    | KF Skënderbeu Korçë     | 38  | 36 | 9  | 11 | 16 | 35 | 45 | -10  |
| 10   | KF Laç                  | 37  | 36 | 8  | 13 | 15 | 31 | 37 | -6   |

- Final Four
- Barrage de relégation
- Relégué

### Résultats
| Résultats (▼dom., ►ext.)                                   | BYL | DIN | EGN | ELB | LAÇ | PAR | SKË | TEU | TIR | VLL |
| Bylis Ballsh                                               |     | 1-0 | 0-2 | 0-1 | 0-0 | 2-1 | 0-1 | 4-0 | 2-2 | 1-0 |
| Dinamo Tirana                                              | 1-1 |     | 0-2 | 2-1 | 2-1 | 1-2 | 2-1 | 2-0 | 2-1 | 2-1 |
| Egnatia Rrogozhinë                                         | 4-0 | 1-1 |     | 3-1 | 2-1 | 0-2 | 1-0 | 0-0 | 1-0 | 1-1 |
| Elbasani                                                   | 3-1 | 0-5 | 0-0 |     | 1-0 | 1-1 | 1-1 | 3-0 | 1-1 | 1-2 |
| Laç                                                        | 0-0 | 0-0 | 2-0 | 1-1 |     | 1-1 | 1-0 | 0-1 | 0-0 | 3-1 |
| Partizani Tirana                                           | 1-0 | 2-2 | 1-1 | 2-2 | 1-0 |     | 2-1 | 1-1 | 0-0 | 0-1 |
| Skënderbeu Korçë                                           | 2-2 | 2-2 | 0-1 | 1-1 | 2-1 | 0-2 |     | 2-3 | 0-0 | 1-0 |
| Teuta Durrës                                               | 2-1 | 1-1 | 2-1 | 0-0 | 1-1 | 0-2 | 1-1 |     | 3-1 | 1-2 |
| Tirana                                                     | 4-0 | 0-0 | 1-1 | 1-1 | 1-1 | 0-0 | 2-1 | 0-0 |     | 3-4 |
| Vllaznia Shkodër                                           | 2-0 | 2-3 | 3-1 | 0-0 | 2-1 | 2-2 | 2-0 | 2-1 | 2-2 |     |
| - Victoire à domicile - Match nul - Victoire à l'extérieur |     |     |     |     |     |     |     |     |     |     |

| Résultats (▼dom., ►ext.)                                   | BYL | DIN | EGN | ELB | LAÇ | PAR | SKË | TEU | TIR | VLL |
| Bylis Ballsh                                               |     | -   | -   | -   | -   | -   | -   | -   | -   | -   |
| Dinamo Tirana                                              | -   |     | 2-1 | -   | -   | -   | -   | -   | -   | -   |
| Egnatia Rrogozhinë                                         | -   | -   |     | -   | -   | -   | -   | -   | -   | -   |
| Elbasani                                                   | -   | -   | -   |     | -   | -   | -   | -   | -   | -   |
| Laç                                                        | -   | -   | -   | -   |     | -   | -   | -   | 3-1 | -   |
| Partizani Tirana                                           | -   | -   | -   | -   | -   |     | -   | -   | -   | 2-0 |
| Skënderbeu Korçë                                           | -   | -   | -   | 0-2 | -   | -   |     | -   | -   | -   |
| Teuta Durrës                                               | 0-0 | -   | -   | -   | -   | -   | -   |     | -   | -   |
| Tirana                                                     | -   | -   | -   | -   | -   | -   | -   | -   |     | -   |
| Vllaznia Shkodër                                           | -   | -   | -   | -   | -   | -   | -   | -   | -   |     |
| - Victoire à domicile - Match nul - Victoire à l'extérieur |     |     |     |     |     |     |     |     |     |     |

### Final four
Un tirage au sort a été effectué pour déterminer les demi-finales. Les équipes ont été réparties en fonction de leur classement dans la ligue, avec deux équipes têtes de série et deux équipes non têtes de série. En demi-finale, en cas d'égalité après 90 minutes, l'équipe la mieux classée se qualifiera pour la finale.

#### Tableau
|  | Demi finales        | Demi finales               | Demi finales          | Demi finales          |                               |                     | Finale      | Finale      | Finale      | Finale      |
|  |                     |                            |                       |                       |                               |                     |             |             |             |             |
|  | 4 mai 2025          | 4 mai 2025                 | 4 mai 2025            | 4 mai 2025            |                               |                     | 12 mai 2025 | 12 mai 2025 | 12 mai 2025 | 12 mai 2025 |
|  | 1er                 | KF Vllaznia Shkodër        | 2                     | 2                     |                               |                     | 12 mai 2025 | 12 mai 2025 | 12 mai 2025 | 12 mai 2025 |
|  | 1er                 | KF Vllaznia Shkodër        | 2                     | 2                     |                               |                     | 12 mai 2025 | 12 mai 2025 | 12 mai 2025 | 12 mai 2025 |
|  | 4e                  | FC Dinamo City             | 1                     | 1                     |                               |                     | 12 mai 2025 | 12 mai 2025 | 12 mai 2025 | 12 mai 2025 |
|  | 4e                  | FC Dinamo City             | 1                     | 1                     | KF Vllaznia Shkodër           | KF Vllaznia Shkodër | 0           | 0           |             |             |
|  | 5 mai 2025          |                            |                       |                       | KF Vllaznia Shkodër           | KF Vllaznia Shkodër | 0           | 0           |             |             |
|  |                     |                            | KF Egnatia Rrogozhinë | KF Egnatia Rrogozhinë | 4                             | 4                   |             |             |             |             |
|  | 2e                  | KF Egnatia Rrogozhinë (mc) | KF Egnatia Rrogozhinë | KF Egnatia Rrogozhinë | 4                             | 4                   | 0           | 0           |             |             |
|  | 2e                  | KF Egnatia Rrogozhinë (mc) |                       |                       |                               |                     |             | 0           |             |             |
|  | 3e                  | FK Partizani Tirana        | 0                     | 0                     |                               |                     |             |             |             |             |
|  | 3e                  | FK Partizani Tirana        | 0                     | 0                     | Match pour la troisième place |                     |             |             |             |             |
|  |                     |                            |                       |                       |                               |                     |             |             |             |             |
|  | 10 mai 2025         |                            |                       |                       |                               |                     |             |             |             |             |
|  | FC Dinamo CityC     | FC Dinamo CityC            | 1                     | 1                     |                               |                     |             |             |             |             |
|  | FC Dinamo CityC     | FC Dinamo CityC            | 1                     | 1                     |                               |                     |             |             |             |             |
|  | FK Partizani Tirana | FK Partizani Tirana        | 2                     | 2                     |                               |                     |             |             |             |             |
|  | FK Partizani Tirana | FK Partizani Tirana        | 2                     | 2                     |                               |                     |             |             |             |             |

mc = mieux classé

C : Vainqueur de la Coupe d'Albanie 2024-2025
Légende des couleurs
- Champion et premier tour de qualification de la Ligue des champions 2025-2026
- Premier tour de qualification de la Ligue Conférence 2025-2026

### Barrage de promotion-relégation
À la fin de la saison, le 8e de première division affronte le vainqueur des barrages de deuxième division pour tenter de se maintenir. Le barrage se déroule le 4 mai 2025.
| Équipe 1       | Résultat | Équipe 2         |
| -------------- | -------- | ---------------- |
| KF Tirana (D1) | 1 - 0    | (D2) KS Pogradec |

Légende des couleurs
- Le club se maintient en première division.
- Promotion en première division.
- Le club reste en deuxième division.
- Relégation en deuxième division.